# Carl Baptiste
Carl Baptiste (Pittstown, Nueva Jersey; 31 de diciembre de 1990) es un exjugador de baloncesto estadounidense. Mide 2,06 metros de altura y ocupaba la posición de pívot.

## Trayectoria deportiva
Formado entre Saint Joseph's Hawks y Delaware Fightin Blue Hens. En la Universidad de Delaware fue fundamental para lograr la clasificación para el “March Madness” con 11.1 puntos, 8 rebotes y 1.4 tapones en 27.8 minutos por partido. De hecho, él fue el que anotó la canasta final para ganar 75-74 en el partido que daba el pase al Campeonato. Tras no ser elegido en el draft de 2014, debuta como profesional en Chipre en las filas del AEK Larnaca. En 2015, el jugador llega a España para jugar en LEB Oro en las filas del Planasa Navarra.
En verano de 2017, firma por el Eisbären Bremerhaven de la BBL alemana, tras jugar durante dos temporadas en Austria, en las filas del ECE Bulls Kapfenberg.